# W strefie wojny
W strefie wojny (ang. Outside the Wire) – amerykańsko-węgierski film fantastycznonaukowy z 2021 roku w reżyserii Mikaela Håfströma. Premiera produkcji odbyła się 15 stycznia 2021 na platformie Netflix.

## Fabuła
Rok 2036, konflikt na Ukrainie doprowadził do rozszerzenia działań zbrojnych US Army o tzw. „Gumpów” (ang. Gumps) będących żołnierzami-robotami. Sprzeciwiając się rozkazowi, pilot dronów - porucznik Harp używa pocisku Hellfire w ataku drona na podejrzaną wyrzutnię wroga, zabijając dwóch marines, ale ratując kolejnych 38. Sąd polowy wymierza mu karę w postaci przydzielenia go Kapitanowi Leo, wysoce zaawansowanemu i eksperymentalnemu super-żołnierzowi androidowi udającemu oficera. Harp i Leo wyruszają na trudną misję do strefy zmilitaryzowanej, aby uniemożliwić terroryście Victorowi Kovalowi przejęcie kontroli nad siecią silosów rakietowych z czasów zimnej wojny, pod przykrywką dostarczania szczepionek do obozu dla uchodźców...

## Obsada
- Anthony Mackie jako kapitan Leo, żołnierz-android
- Damson Idris jako porucznik Thomas Harp, pilot drona
- Emily Beecham jako Sofiya
- Michael Kelly jako pułkownik Eckhart
- Pilou Asbæk jako Victor Koval
- Kristina Tonteri-Young jako kapral Mandy Bale
- Bobby Lockwood jako Reggie
- Elliot Edusah jako Adams

## Produkcja i premiera
W czerwcu 2019 ogłoszono, że odtwórcą głównej roli w  filmie Outside the Wire oraz jego producentem jest Anthony Mackie. Reżyserią zajął się Mikael Håfström. Zdjęcia ruszyły w sierpniu 2019 w Budapeszcie. Produkcja zadebiutowała na platformie streamingowej Netflix w dniu 15 stycznia 2021. W swój premierowy weekend, W strefie wojny było liderem rankingu najczęściej oglądanych filmów na platformie.

## Odbiór
W serwisie internetowym Rotten Tomatoes 36% z 86 recenzji uznano za pozytywne, a średnia cen wystawionych na ich podstawie wyniosła  4,8/10. Według podsumowania recenzji krytyków, „Outside the Wire zawiera wystarczająco dużo akcji, aby utrzymać uwagę widzów - nawet jeśli prawdopodobnie niewiele z niego zapamiętają”. Z kolei Metacritic określił produkcję jako posiadającą „mieszane lub przeciętne recenzje”. David Ehrlich z IndieWire stwierdził: „...rezultatem wysiłków [scenarzystów] jest wysoce koncepcyjna płyta „filmu tygodnia Netflix”, która zmaga się z kilkoma ważnymi pytaniami o przyszłość współczesnej wojny poprzez zarozumiałość niebezpiecznie bliską filmowi Chappie.”